# Équipe de Roumanie de football à la Coupe du monde 1970
La Roumanie participe à la Coupe du monde de football de 1970 où elle est éliminée au premier tour. Cela faisait depuis 1938 que la Roumanie n'avait pas participé à une coupe du monde.

## Le parcours qualificatif
Le groupe 1 compte 4 équipes : la Roumanie, la Grèce, la Suisse et le Portugal. Malgré une entrée en matière complètement ratée (défaite 3-0 face au Portugal), c'est la Roumanie qui termine en tête et se qualifie pour le Mondial mexicain. Le 3e de la précédente Coupe du monde, le Portugal, finit dernier de la poule.
| Rang | Équipe   | Pts | J | G | N | P | Bp | Bc | Diff |  | Résultats (▼ dom., ► ext.) |     |     |     |     |
| ---- | -------- | --- | - | - | - | - | -- | -- | ---- |  | -------------------------- | --- | --- | --- | --- |
| 1    | Roumanie | 8   | 6 | 3 | 2 | 1 | 7  | 6  | +1   |  | Roumanie                   |     | 1-1 | 2-0 | 1-0 |
| 2    | Grèce    | 7   | 6 | 2 | 3 | 1 | 13 | 9  | +4   |  | Grèce                      | 2-2 |     | 4-1 | 4-2 |
| 3    | Suisse   | 5   | 6 | 2 | 1 | 3 | 5  | 8  | -3   |  | Suisse                     | 0-1 | 1-0 |     | 1-1 |
| 4    | Portugal | 4   | 6 | 1 | 2 | 3 | 8  | 10 | -2   |  | Portugal                   | 3-0 | 2-2 | 0-2 |     |

| 27 octobre 1968 | Portugal                                   | 3 - 0 | Roumanie | Estadio Nacional, Lisbonne                    |                                               |
|                 | Jacinto Santos 20e, 70e · Jacinto João 33e |       |          | Spectateurs : 55 000 Arbitrage : M. Callaghan | Spectateurs : 55 000 Arbitrage : M. Callaghan |
|                 | détails                                    |       |          | Spectateurs : 55 000 Arbitrage : M. Callaghan | Spectateurs : 55 000 Arbitrage : M. Callaghan |

| 23 novembre 1968 | Roumanie                    | 2 - 0 | Suisse | Stade du 23 Août, Bucarest                |                                           |
|                  | Dumitrache 59e · Domide 74e |       |        | Spectateurs : 18 854 Arbitrage : M. Sener | Spectateurs : 18 854 Arbitrage : M. Sener |
|                  | détails                     |       |        | Spectateurs : 18 854 Arbitrage : M. Sener | Spectateurs : 18 854 Arbitrage : M. Sener |

| 16 avril 1969 | Grèce                   | 2 - 2 | Roumanie            | Stade Karaiskaki, Athènes                     |                                               |
|               | Sideris 51e · Dedes 60e |       | Dumitrache 54e, 66e | Spectateurs : 37 039 Arbitrage : M. Sbardella | Spectateurs : 37 039 Arbitrage : M. Sbardella |
|               | détails                 |       |                     | Spectateurs : 37 039 Arbitrage : M. Sbardella | Spectateurs : 37 039 Arbitrage : M. Sbardella |

| 14 mai 1969 | Suisse            | 0 - 1 | Roumanie | Stade du Wankdorf, Berne                    |                                             |
|             | Michaud 33e (csc) |       |          | Spectateurs : 28 446 Arbitrage : M. Wharton | Spectateurs : 28 446 Arbitrage : M. Wharton |
|             | détails           |       |          | Spectateurs : 28 446 Arbitrage : M. Wharton | Spectateurs : 28 446 Arbitrage : M. Wharton |

| 16 novembre 1969 | Roumanie       | 1 - 1 | Grèce       | Stade du 23 Août, Bucarest                |                                           |
|                  | Dembrowski 36e |       | Domazos 49e | Spectateurs : 90 000 Arbitrage : M. Adair | Spectateurs : 90 000 Arbitrage : M. Adair |
|                  | détails        |       |             | Spectateurs : 90 000 Arbitrage : M. Adair | Spectateurs : 90 000 Arbitrage : M. Adair |

## Phase finale

### Premier tour - groupe III
| Classement final |                 |     |   |   |   |   |    |    |      |
|                  | Équipe          | Pts | J | G | N | P | BP | BC | Diff |
| 1                | Brésil          | 6   | 3 | 3 | 0 | 0 | 8  | 3  | +5   |
| 2                | Angleterre      | 4   | 3 | 2 | 0 | 1 | 2  | 1  | +1   |
| 3                | Roumanie        | 2   | 3 | 1 | 0 | 2 | 4  | 5  | -1   |
| 4                | Tchécoslovaquie | 0   | 3 | 0 | 0 | 3 | 2  | 7  | -5   |

| 2 juin  | Angleterre | 1 | 0 | Roumanie        |
| 3 juin  | Brésil     | 4 | 1 | Tchécoslovaquie |
| 6 juin  | Roumanie   | 2 | 1 | Tchécoslovaquie |
| 7 juin  | Brésil     | 1 | 0 | Angleterre      |
| 10 juin | Brésil     | 3 | 2 | Roumanie        |
| 11 juin | Angleterre | 1 | 0 | Tchécoslovaquie |

| 2 juin 1970                       | Angleterre | 1 - 0 | Roumanie | Estadio Jalisco, Guadalajara                  |                                               |
| 16:00 · Historique des rencontres | Hurst 65e  |       |          | Spectateurs : 50 560 Arbitrage : Vital Loraux | Spectateurs : 50 560 Arbitrage : Vital Loraux |
| 16:00 · Historique des rencontres | Rapport    |       |          | Spectateurs : 50 560 Arbitrage : Vital Loraux | Spectateurs : 50 560 Arbitrage : Vital Loraux |

| 6 juin 1970                       | Roumanie                          | 2 - 1 | Tchécoslovaquie | Estadio Jalisco, Guadalajara                  |                                               |
| 16:00 · Historique des rencontres | Neagu 52e · Dumitrache 75e (pen.) |       | Petráš 5e       | Spectateurs : 56 818 Arbitrage : Diego De Leo | Spectateurs : 56 818 Arbitrage : Diego De Leo |
| 16:00 · Historique des rencontres | Rapport                           |       |                 | Spectateurs : 56 818 Arbitrage : Diego De Leo | Spectateurs : 56 818 Arbitrage : Diego De Leo |

| 10 juin 1970                      | Brésil                        | 3 - 2 | Roumanie                         | Estadio Jalisco, Guadalajara                         |                                                      |
| 16:00 · Historique des rencontres | Pelé 19e, 67e · Jairzinho 22e |       | Dumitrache 34e · Dembrovschi 84e | Spectateurs : 50 804 Arbitrage : Ferdinand Marschall | Spectateurs : 50 804 Arbitrage : Ferdinand Marschall |
| 16:00 · Historique des rencontres | Rapport                       |       |                                  | Spectateurs : 50 804 Arbitrage : Ferdinand Marschall | Spectateurs : 50 804 Arbitrage : Ferdinand Marschall |